# Zuriko Davitashvili
Pour les articles homonymes, voir Davitashvili.
Zuriko Davitashvili (en géorgien : ზურიკო დავითაშვილი, Zouriko Davitachvili), né le 15 février 2001 à Tbilissi en Géorgie, est un footballeur international géorgien. Il évolue au poste d'ailier gauche ou de milieu offensif à l'AS Saint-Étienne.

## Biographie

### Débuts en Géorgie
Né à Tbilissi en Géorgie, Zuriko Davitashvili est formé par le club local du Dinamo Tbilissi. Il joue son premier match en professionnel alors qu'il n'a que 16 ans, le 29 septembre 2017, face au Kolkheti 1913 Poti. Il est titulaire ce jour-là et son équipe fait match nul (1-1). Il joue en tout six matchs en professionnel pour son club formateur. Il est le fils du footballeur géorgien Suliko Davitashvili.
Le 9 janvier 2018, il s'engage en faveur du Lokomotiv Tbilissi. Il joue son premier match pour le club le 5 mars 2019, lors de la défaite de son équipe face au FC Samtredia (1-2). Le 27 septembre 2018 Davitashvili se fait remarquer en inscrivant ses deux premiers buts en professionnel, et donc pour le club, lors de la victoire de son équipe en championnat face au FC Dila Gori. Ses deux buts permettent au Lokomotiv de remporter la partie (2-1).

### Passage en Russie
En juillet 2019, lors du mercato estival, Zuriko Davitashvili est recruté par le Rubin Kazan avec qui il s'engage pour quatre ans, soit jusqu'en juin 2023. Il joue son premier match le 15 juillet 2019, lors d'une rencontre de championnat face au Lokomotiv Moscou. Il est titulaire puis remplacé par Khvicha Kvaratskhelia lors de ce match qui se solde par un score nul (1-1).
Il est prêté au Rotor Volgograd durant le mois d'août 2020 dans le cadre de la saison 2020-2021.
Après son retour de prêt, le contrat de Davitashvili avec le Rubin Kazan est résilié par accord mutuel le 16 juillet 2021 tandis que le joueur signe en faveur de l'Arsenal Toula quatre jours plus tard.

### Dinamo Batoumi
Le 6 avril 2022, Davitashvili s'engage avec le club géorgien du Dinamo Batoumi. Il marque son premier but pour le club le 17 mai 2022, lors d'une rencontre de championnat face au Lokomotiv Tbilissi. Auteur d'un deuxième but ce jour-là, il contribue à la victoire des siens par sept buts à deux.

### Girondins de Bordeaux
Lors de l'été 2022, Zuriko Davitashvili s'engage avec les FC Girondins de Bordeaux sous la forme d'un prêt d'une saison avec obligation d'achat. Le 2 septembre, il rejoint officiellement le club tout juste relégué en L2.
Il inscrit son premier but dès sa première apparition sous le maillot des girondins, le 17 septembre 2022 face au Dijon FCO en championnat. Il marque d'une frappe lointaine du gauche qui permet à son équipe de remporter le match 2-1,.
À l'été 2023, après 32 matchs disputés pour 6 buts et 3 passes décisives, il s'engage définitivement avec les Girondins de Bordeaux.

### AS Saint-Étienne
Après deux saisons en Ligue 2 avec les Girondins de Bordeaux, le joueur s'engage avec l'AS Saint-Étienne, tout juste de retour en Ligue 1, pour un montant de 6 millions d'euros.
Le 5 octobre 2024, Davitashvili est l'auteur de son premier triplé avec l'ASSE contre l'AJ Auxerre, en championnat. Il s'agit également de ses trois premiers buts avec l'ASSE et ils permettent à son équipe de s'imposer par trois buts à un,. Davitashvili est élu joueur du mois d'octobre 2024 en Ligue 1, grâce notamment à ses cinq buts marqués pour les Verts durant ce mois.

### En équipe nationale
Davitashvili est un membre important de l'équipe de Géorgie des moins de 17 ans, avec laquelle il inscrit notamment 24 buts et officie à plusieurs reprises comme capitaine. Avec cette sélection, il est l'auteur d'un quadruplé contre l’équipe de Macédoine du Nord des moins de 17 ans en mars 2018, lors des éliminatoires du championnat d'Europe des moins de 17 ans 2018 (victoire 1-6). Il inscrit également un triplé lors d'un match amical contre le Kirghizistan en septembre 2017 (victoire 7-1).
Zuriko Davitashvili honore sa première sélection avec l'équipe nationale de Géorgie le 5 septembre 2019, à l'occasion d'un match face à la Corée du Sud. Lors de ce match, il est titularisé sur l'aile droite de l'attaque et son équipe réalise un match nul (2-2).
Le 22 mai 2024, il fait partie de la liste des 26 joueurs convoqués par Willy Sagnol pour disputer l'Euro 2024.

## Statistiques

### En club
| Saison                | Club                   | Championnat           | Championnat | Championnat | Championnat | Coupe(s) nationale(s) | Coupe(s) nationale(s) | Coupe(s) nationale(s) | Compétition(s) continentale(s) | Compétition(s) continentale(s) | Compétition(s) continentale(s) | Compétition(s) continentale(s) | Total | Total | Total |
| Saison                | Club                   | Division              | M.          | B.          | P.d.        | M.                    | B.                    | P.d.                  | Comp.                          | M.                             | B.                             | P.d.                           | M.    | B.    | P.d.  |
| 2017                  | FC Dinamo Tbilissi     | Erovnuli Liga         | 6           | 0           | 0           | -                     | -                     | -                     | -                              | -                              | -                              | -                              | 6     | 0     | 0     |
| 2018                  | Lokomotiv Tbilissi     | Erovnuli Liga         | 19          | 3           | 2           | -                     | -                     | -                     | -                              | -                              | -                              | -                              | 19    | 3     | 2     |
| 2019                  | Lokomotiv Tbilissi     | Erovnuli Liga         | 10          | 0           | 1           | -                     | -                     | -                     | -                              | -                              | -                              | -                              | 10    | 0     | 1     |
| Sous-total            | Sous-total             | Sous-total            | 29          | 3           | 3           | -                     | -                     | -                     | -                              | -                              | -                              | -                              | 29    | 3     | 3     |
| 2019-2020             | Rubin Kazan            | Premier Liga          | 26          | 2           | 0           | -                     | -                     | -                     | -                              | -                              | -                              | -                              | 26    | 2     | 0     |
| 2020-2021             | Rubin Kazan            | Premier Liga          | 2           | 0           | 0           | -                     | -                     | -                     | -                              | -                              | -                              | -                              | 2     | 0     | 0     |
| Sous-total            | Sous-total             | Sous-total            | 28          | 2           | 0           | -                     | -                     | -                     | -                              | -                              | -                              | -                              | 28    | 2     | 0     |
| 2020-2021             | Rotor Volgograd (prêt) | Premier Liga          | 20          | 0           | 0           | -                     | -                     | -                     | -                              | -                              | -                              | -                              | 20    | 0     | 0     |
| 2021-2022             | Arsenal Tula (prêt)    | Premier Liga          | 20          | 3           | 0           | 3                     | 1                     | 1                     | -                              | -                              | -                              | -                              | 23    | 4     | 1     |
| 2022                  | Dinamo Batoumi         | Erovnuli Liga         | 14          | 6           | 3           | -                     | -                     | -                     | C1+C4                          | 2+2                            | 1+0                            | 0                              | 18    | 7     | 3     |
| 2022-2023             | Girondins de Bordeaux  | Ligue 2               | 30          | 5           | 3           | 2                     | 1                     | 0                     | -                              | -                              | -                              | -                              | 32    | 6     | 3     |
| 2023-2024             | Girondins de Bordeaux  | Ligue 2               | 37          | 8           | 8           | 2                     | 0                     | 1                     | -                              | -                              | -                              | -                              | 39    | 8     | 9     |
| Sous-total            | Sous-total             | Sous-total            | 67          | 13          | 11          | 4                     | 1                     | 1                     | -                              | -                              | -                              | -                              | 71    | 14    | 12    |
| 2024-2025             | AS Saint-Étienne       | Ligue 1               | 33          | 9           | 8           | 1                     | 0                     | 0                     | -                              | -                              | -                              | -                              | 34    | 9     | 8     |
| 2025-2026             | AS Saint-Étienne       | Ligue 2               | 2           | 1           | 0           | -                     | -                     | -                     | -                              | -                              | -                              | -                              | 2     | 1     | 0     |
| Sous-total            | Sous-total             | Sous-total            | 35          | 10          | 8           | 1                     | 0                     | 0                     | -                              | -                              | -                              | -                              | 36    | 10    | 8     |
| Total sur la carrière | Total sur la carrière  | Total sur la carrière | 219         | 37          | 25          | 8                     | 2                     | 2                     | -                              | 4                              | 1                              | 0                              | 231   | 40    | 27    |

### En sélections nationales
| Saison                | Sélection             | Phases finales        | Phases finales | Phases finales | Phases finales | Éliminatoires | Éliminatoires | Éliminatoires | Ligue des Nations | Ligue des Nations | Ligue des Nations | Matchs amicaux | Matchs amicaux | Matchs amicaux | Total | Total | Total |
| Saison                | Sélection             | Compétition           | M              | B              | Pd             | M             | B             | Pd            | M                 | B                 | Pd                | M              | B              | Pd             | M     | B     | Pd    |
| --------------------- | --------------------- | --------------------- | -------------- | -------------- | -------------- | ------------- | ------------- | ------------- | ----------------- | ----------------- | ----------------- | -------------- | -------------- | -------------- | ----- | ----- | ----- |
| 2019-2020             | Géorgie               | -                     | -              | -              | -              | 1             | 0             | 0             | -                 | -                 | -                 | 1              | 0              | 0              | 2     | 0     | 0     |
| 2020-2021             | Géorgie               | -                     | -              | -              | -              | 1             | 0             | 0             | 3                 | 0                 | 0                 | 1              | 0              | 0              | 5     | 0     | 0     |
| 2021-2022             | Géorgie               | -                     | -              | -              | -              | 5             | 1             | 0             | 3                 | 1                 | 0                 | 4              | 1              | 1              | 12    | 3     | 1     |
| 2022-2023             | Géorgie               | -                     | -              | -              | -              | 3             | 1             | 0             | 2                 | 0                 | 0                 | 2              | 0              | 1              | 7     | 1     | 1     |
| 2023-2024             | Géorgie               | Euro 2024             | 4              | 0              | 0              | 7             | 0             | 0             | -                 | -                 | -                 | 2              | 2              | 1              | 13    | 2     | 1     |
| 2024-2025             | Géorgie               | -                     | -              | -              | -              | -             | -             | -             | 7                 | 0                 | 0                 | -              | -              | -              | 7     | 0     | 0     |
| Total sur la carrière | Total sur la carrière | Total sur la carrière | 4              | 0              | 0              | 17            | 2             | 0             | 15                | 1                 | 0                 | 10             | 3              | 3              | 46    | 6     | 3     |

## Palmarès

### En club
Il est vice-champion de Géorgie en 2017 avec le Dinamo Tbilissi et en 2022 avec le Dinamo Batoumi.

### Récompenses individuelles
- Joueur du mois UNFP en Ligue 1 en octobre 2024[22]